# قائمة القنوات التلفزيونية الفلسطينية
هذه قائمة بالقنوات التلفزيونية في دولة فلسطين:
| الاسم                  | تاريخ التأسيس | النوع       |
| ---------------------- | ------------- | ----------- |
| تلفزيون السلام         | 1991          | قناة محلية  |
| تلفزيون بلاد           | 1994          | قناة محلية  |
| قناة فلسطين الفضائية   | 1994          | قناة فضائية |
| تلفزيون نابلس          | 1994          | قناة محلية  |
| تلفزيون الفجر          | 1995          | قناة محلية  |
| تلفزيون آفاق           | 1995          | قناة محلية  |
| تلفزيون سنابل          | 1995          | قناة محلية  |
| تلفزيون طولكرم المركزي | 1996          | قناة محلية  |
| تلفزيون الشراع         | 1997          | قناة محلية  |
| فضائية الأقصى          | 2006          | قناة فضائية |
| قناة القدس             | 2008          | قناة فضائية |
| قناة الفلسطينية        | 2009          | قناة فضائية |
| قناة فلسطين اليوم      | 2010          | قناة فضائية |
| قناة الكتاب            | 2010          | قناة فضائية |
| تلفزيون الأونروا       | 2010          | قناة فضائية |
| قناة معًا               | 2010          | قناة فضائية |
| قناة عودة              | 2010          | قناة فضائية |
| تلفزيون كل الناس       | 2013          | قناة محلية  |
| تلفزيون فلسطيني        | 2015          | قناة فضائية |
| قناة مساواة            | 2015          | قناة فضائية |